# Zabaldica

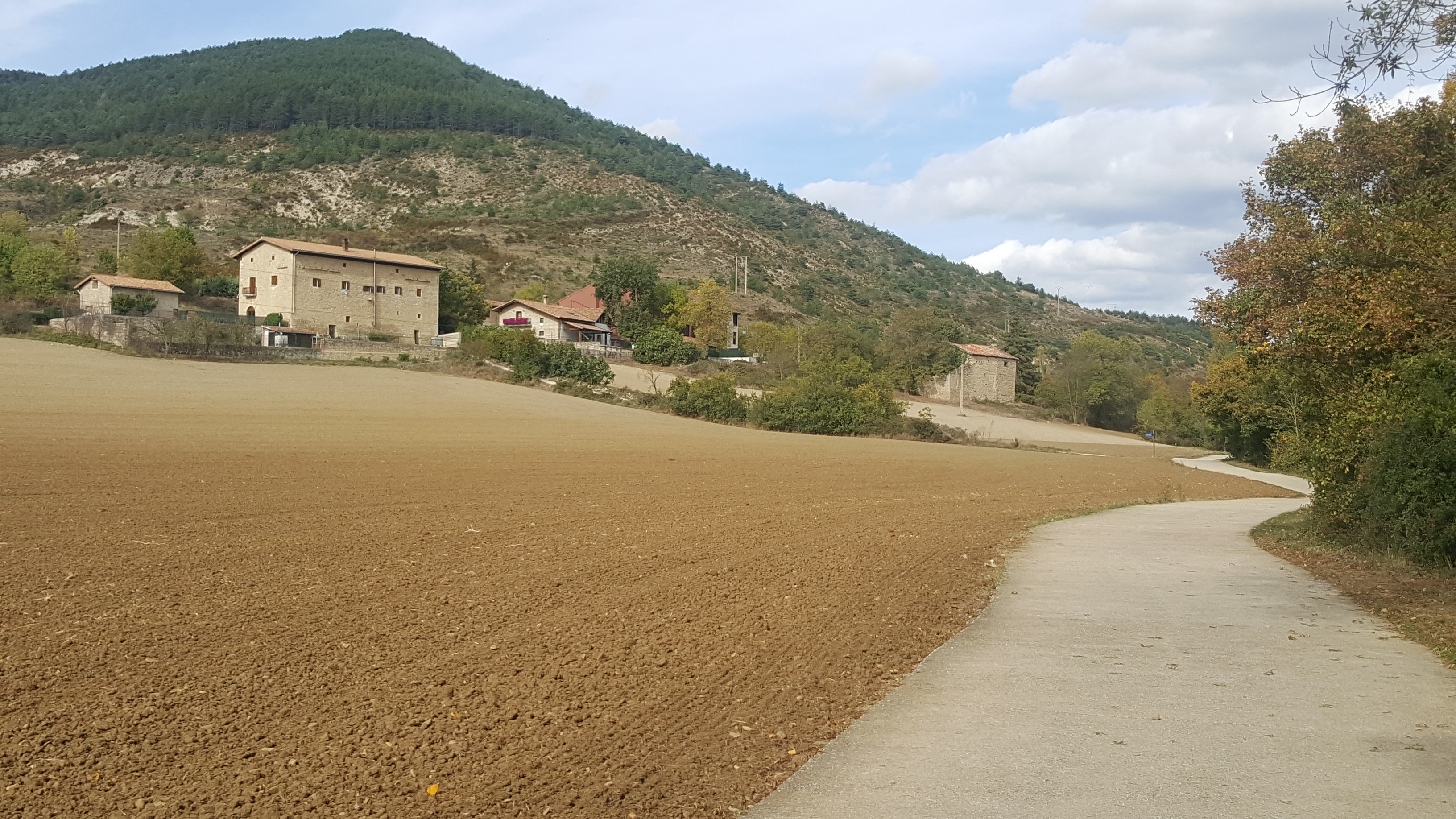
Zabaldica

Zabaldica (baskisch Zabaldika) ist ein kleiner Ort am Jakobsweg im baskischsprachigen Teil der Autonomen Gemeinschaft Navarra. Der Ort liegt im Esteríbar-Tal, durch das der Rio Arga fließt. Administrativ gehört er zur Gemeinde Esteríbar.
Vor dem Dorf führt der Jakobsweg über die romanische Brücke von Iturgaíz über den Rio Arga. Sie wurde mit zwei kleinen seitlichen und einem großen Hauptbogen gebaut.
Die romanische Kirche aus dem 12. Jahrhundert ist dem Heiligen Stefan geweiht.
Etwa 1,5 Kilometer hinter Zabaldica befindet sich der Arleta-Hof. Er besteht aus dem ehemaligen Herrenhaus mit Turm, den ein auffallendes Zwillingsfenster schmückt, und der Kirche Santa Marina, die eine geschnitzte gotische Figur der Heiligen beherbergt.